# باینری جنسیت

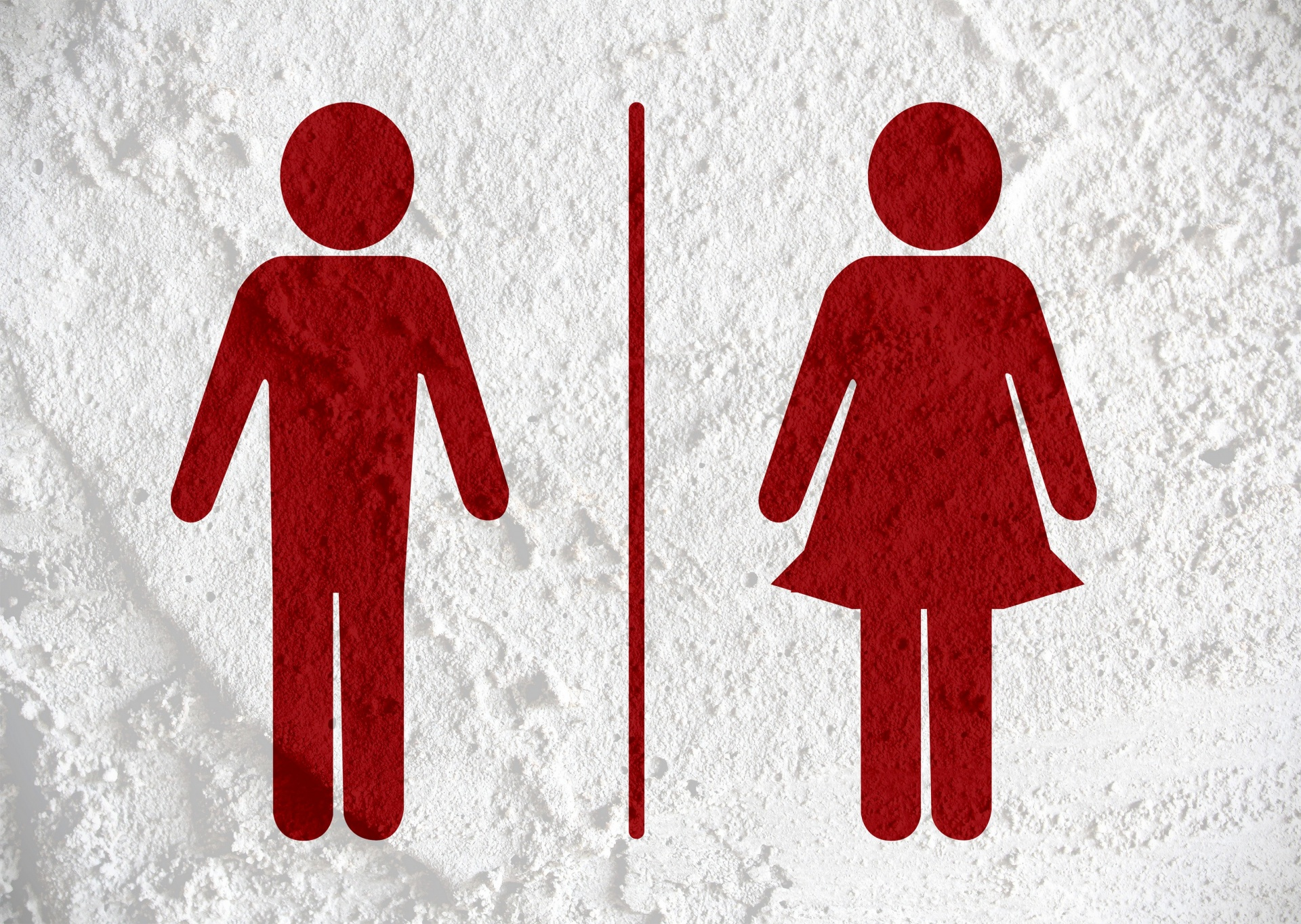
نماد زن و مرد که به عنوان نشانه در بیشتر فرهنگ ها پذیرفته شده است.

جنسیت دوتایی (به انگلیسی: gender binary) یا صفر و یک گرایی جنسیت (به انگلیسی: gender binarism) به تقسیم جنس و جنسیت به دو گروه مرد یا زن یا مردانه و زنانه می‌گویند. این تقسیم‌بندی عمومی‌ترین تقسیم‌بندی جنسیت و جنس است.
این تقسیم‌بندی یک نوع تابو یا مرز اجتماعی است که باعث می‌شود افراد نقش‌های جنسیتی را با هم مخلوط نکنند یا رفتارهایی خارج از کلیشه‌های مرد و زن بودن انجام ندهند. این تقسیم‌بندی همچنین ممکن است باعث متهم کردن و ایجاد تعصب علیه تراجنسیتی‌ها بشود. مخصوصاً افراد دارای جنسیت کوئیر که همیشه در یک جنسیت به خصوص ظاهر نمی‌شوند.
این اصطلاح بیان‌کننده این است که اجتماع فرد را بر اساس نقش جنسیتی، هویت جنسیتی و صفت‌ها و ویژگی‌ها به دو گروه زن یا مرد تقسیم می‌کنند. تفکر عمومی این است که جنس و جنسیت فرد همانی است که با آن متولد شده‌است.